# Blacus stami
Blacus stami är en stekelart som beskrevs av Van Achterberg 1976. Blacus stami ingår i släktet Blacus, och familjen bracksteklar. Inga underarter finns listade.